# William Babell
William Babell (Londen, circa 1690 - Islington, 23 september 1723) was een Engelse barokcomponist, arrangeur en musicus. Hij speelde klavecimbel, orgel en viool. Babell is vooral bekend geworden om zijn arrangementen voor klavecimbel van opera's van Georg Friedrich Händel.

## Levensloop
William was de zoon van de in Frankrijk geboren musicus Charles Babel, die fagot speelde in het orkest van het Drury Lane Theatre. De jonge William kreeg aanvankelijk muziekles van zijn vader. Later volgde nog muziekonderricht bij Johann Christoph Pepusch en mogelijk ook bij Georg Friedrich Händel.

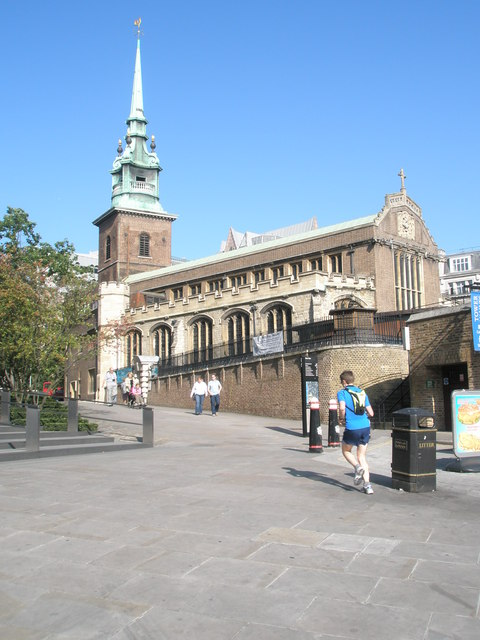
De kerk van All Hallows waar Babell als organist werkte.

Babells carrière speelde zich geheel af in Londen. Regelmatig trad hij als klavecinist op tijdens concerten en hij werd als violist opgenomen in het privé ensemble 'Private Musick' van George I. Verder was hij verbonden aan het Queen's Theatre en het Lincoln's Inn Fields Theatre. Vanaf november 1718 was hij werkzaam als organist bij de All Hallows Church.
Zijn eerste muziekbundel dateert uit 1709: een verzameling arrangementen voor klavecimbel, uitgegeven door Walsh and Hare.
In 1720 stelde Babell een testament op, waarschijnlijk vanwege een verslechterende gezondheid. Hij overleed in 1723 en werd begraven in de All Hallows Church.

## Werken
Als klavecinist verwierf Babell internationale faam vanwege zijn arrangementen van operacomposities. Vooral de opera's van Händel waren een dankbare bron voor zijn arrangementen. Over de kwaliteit verschilden de meningen. Zo vond de 18e-eeuwse auteur Charles Burney dat Babells arrangementen van de opera Rinaldo niet getuigden van smaak, expressie en harmonie, maar vooral uit waren op eenvoudig effectbejag en zo de indruk wekten heel wat voor te stellen. Zijn tijdgenoot John Hawkins echter was vele malen positiever en vond dat Babell terecht succes had met deze arrangementen.
Naast arrangementen schreef Babell ook meerdere eigen composities. Afgezien van enkele stukken voor het theater werd echter geen enkele van deze composities tijdens zijn leven uitgegeven. Pas na zijn overlijden verschenen zijn 24 solo-sonates voor hobo of viool, een jaar later gevolgd door zes concerto's voor fluit en viool. Deze uitgaven waren vooral te danken aan Babells uitgever en vriend John Walsh.
Hieronder volgt een selectie van zijn werken:
- The 3rd Book of the Ladys Entertainment (Londen, 1709), arrangementen
- Marianna's charms wound my heart: a New Song for the Spinnet (Londen, 1710)
- The 4th Book of the Ladys Entertainment (Londen, 1716), arrangementen
- Suits of the Most Celebrated Lessons (Londen, 1717), arrangementen van de opera Rinaldo van Händel
- Trios de diefferents autheurs choises & mis en ordre par Mr Babel (Amsterdam, circa 1720), waarschijnlijk allemaal arrangementen
- 24 sonates voor hobo of viool (1725)
- Babell's 6 Concertos in 7 Parts (1726), voor violen en fluit